# Assaad Hardan
Assaad Hardan (en árabe: أسعد حردان, nacido en 1951 en Rachaya Al Foukhar) es un político libanés y exlíder del Partido Social Nacionalista Sirio en su país. Se unió al grupo ya mencionado en 1968 y pasó a ser dirigente de la Agencia Política Central, después de un papel altamente polémico durante la guerra civil. En 1992 es elegido miembro del Parlamento libanés representanto el escaño Ortodoxo Oriental del distrito de Marjeyoun-Hasbaya y ha sido nombrado repetidamente al gobierno: Ministro de Estado sin cartera entre 1990 y 1992 (gobierno de Omar Karami y Rachid Solh), Ministro del Trabajo entre 1995 y 1998 y entre 2003 y 2004, fue sucedido por Assem Qanso en 2004.